# Gamma Pop Records
La Gamma Pop Records è una casa discografica indipendente italiana fondata nel 1997 da Filippo Perfido e Carlo Masu.

## Storia

### Origini dell'etichetta
Verso la metà degli anni '90 Filippo Perfido stava progettando l'edizione cartacea della sua webzine musicale che aveva chiamato Gamma Pop, prendendo a prestito il nome da un brano di Alan Vega. Il progetto prevedeva poi una etichetta discografica che pubblicasse una colonna sonora ideale da allegare a questo primo numero. Nel frattempo, Carlo Masu, assieme ad alcuni amici, aveva fondato i CUT e conduceva un programma radiofonico su Radio Città del Capo. Dal sodalizio tra i due nacque la nuova etichetta e lo stesso programma radiofonico di Masu fu ribattezzato Gamma Pop.

### 1997-2010: La nascita della Gamma Pop ed il suo "periodo d'oro"
La nuova rivista non vide mai le stampe, ma il connubio tra i due portò alla nascita della Gamma Pop Records nel 1997, con la pubblicazione dell'album compilazione intitolato Metal Machine Muzak e considerato poi album seminale della scena alternative italiana con band come CUT, Massimo Volume, Headcleaner, Ulan Bator, Three Second Kiss, Motorama, Laundrette e molti altri.
La seconda pubblicazione della Gamma Pop uscì dopo qualche mese, con Operation Manitoba dei CUT, un album che riscosse un gran consenso di critica e pubblico, con Luca Frazzi che lo definì "..disco italiano dell'anno".
Gli anni che seguirono questi due primi album videro l'etichetta lanciare alcune band importanti per il futuro panorama della musica indipendente italiana, e tra queste i Giardini di Mirò, i Julie's Haircut, i Laundrette, gli One Dimensional Man ed i Red House Blues. Pubblicarono poi artisti ormai affermati come Giorgio Canali.
Con il 2004 l'etichetta entrò in crisi, sospendendo le pubblicazioni fino al 2010.

## Artisti
- Anonimo FTP
- Bartók
- Giorgio Canali
- CUT
- Giardini di Mirò
- Julie's Haircut
- Laundrette
- Joe Leaman
- Merci Miss Monroe
- Moro
- Moro & The Silent Revolution
- One Dimensional Man
- Red House Blues
- Roseislandroad